# Agnieszka Holland
Agnieszka Holland (Varsavia, 28 novembre 1948) è una regista e sceneggiatrice polacca.

## Biografia
Di origine ebraica da parte di padre, esordisce alla regia all'inizio degli anni settanta, ma il suo primo film di successo è Attori di provincia (Aktorzy prowincjonalni), girato nel 1978, con il quale nel 1980 vince il premio della critica al Festival di Cannes. La Holland ha ottenuto due candidature all'Oscar per Raccolto amaro (Bittere Ernte, 1985), nella categoria del migliore film straniero, e per Europa Europa (1990), per la migliore sceneggiatura non originale. La regista polacca ha inoltre diretto Leonardo DiCaprio e David Thewlis nel film Poeti dall'inferno (Total Eclipse) nel 1995. Lavora anche per la televisione, avendo diretto episodi delle serie televisive The Wire, House of Cards, Cold Case, Treme, The Killing e The First.

## Filmografia

### Regista

#### Cinema
- Hrích boha – cortometraggio (1970)
- Wieczór u Abdona – cortometraggio (1976)
- Dziewczyna i „Akwarius”, episodio di Obrazki z życia (1976)
- Zdjęcia próbne (1977)
- Attori di provincia (Aktorzy prowincjonalni) (1979)
- La febbre (Gorączka) (1981)
- Raccolto amaro (Bittere Ernte) (1985)
- Un prete da uccidere (To Kill a Priest) (1988)
- Europa Europa (1991)
- Olivier, Olivier (1992)
- Il giardino segreto (The Secret Garden) (1993)
- Poeti dall'inferno (Total Eclipse) (1995)
- Washington Square - L'ereditiera (Washington Square) (1997)
- Il terzo miracolo (The Third Miracle) (1999)
- Golden Dreams – cortometraggio (2001)
- Julie Walking Home (2002)
- Io e Beethoven (Copying Beethoven) (2006)
- Janosik. Prawdziwa historia (2009)
- In Darkness (W ciemności) (2011)
- Pokot (2017)
- L'ombra di Stalin (Mr. Jones) (2019)
- Charlatan - Il potere dell'erborista (Šarlatán) (2020)
- Green Border (Zielona granica) (2023)

#### Televisione
- Teatr Telewizji  – serie TV, 8 episodi (1974-1999)
- Kobieta samotna – film TV (1987)
- Fallen Angels – serie TV, episodio 2x09 (1995)
- Shot in the Heart – film TV (2001)
- Cold Case - Delitti irrisolti (Cold Case) – serie TV, 4 episodi (2004-2009)
- The Wire – serie TV, episodi 3x08-4x08-5x05 (2004-2008)
- A Girl Like Me: The Gwen Araujo Story – film TV (2005)
- Ekipa – serie TV, 6 episodi (2007)
- Treme – serie TV, 5 episodi (2010-2013)
- The Killing – serie TV, episodi 1x06-1x09-2x01 (2011-2012)
- Burning Bush - Il fuoco di Praga (Hořící keř) – miniserie TV, 3 puntate (2013)
- Rosemary's Baby – miniserie TV, 2 puntate (2014)
- House of Cards - Gli intrighi del potere (House of Cards) – serie TV, 5 episodi (2015-2017)
- The Affair - Una relazione pericolosa (The Affair) – serie TV, episodio 3x06 (2017)
- The First – serie TV, episodi 1x01-1x02 (2018)
- 1983 – serie TV, episodi 1x01-1x02 (2018)

### Sceneggiatrice
- Hrích boha, regia di Agnieszka Holland – cortometraggio (1970)
- Wieczór u Abdona, regia di Agnieszka Holland – cortometraggio (1976)
- Dziewczyna i „Akwarius”, episodio di Obrazki z życia, regia di Agnieszka Holland (1976)
- Zdjęcia próbne, regia di Agnieszka Holland, Paweł Kędzierski e Jerzy Domaradzki (1977)
- Attori di provincia (Aktorzy prowincjonalni), regia di Agnieszka Holland (1979)
- Danton, regia di Andrzej Wajda (1983)
- Un amore in Germania (Eine Liebe in Deutschland), regia di Andrzej Wajda (1983)
- Raccolto amaro (Bittere Ernte), regia di Agnieszka Holland (1985)
- Kobieta samotna, regia di Agnieszka Holland – film TV (1987)
- Anna, regia di Yurek Bogayevicz (1987)
- Dostoevskij - I demoni (Les Possédés), regia di Andrzej Wajda (1988)
- La amiga, regia di Jeanine Meerapfel (1988)
- Un prete da uccidere (To Kill a Priest), regia di Agnieszka Holland (1988)
- Dottor Korczak (Korczak), regia di Andrzej Wajda (1990)
- Europa Europa, regia di Agnieszka Holland (1991)
- Olivier, Olivier, regia di Agnieszka Holland (1992)
- Tre colori - Film blu (Trois Couleurs: Bleu), regia di Krzysztof Kieślowski (1993)
- Tre colori - Film bianco (Trois Couleurs: Blanc), regia di Krzysztof Kieślowski (1994)
- Tre colori - Film rosso (Trois Couleurs: Rouge), regia di Krzysztof Kieślowski (1994)
- Julie Walking Home, regia di Agnieszka Holland (2002)
- Pokot, regia di Agnieszka Holland (2017)
- Green Border (Zielona granica), regia di Agnieszka Holland (2023)

### Attrice
- Illuminazione (Iluminacja), regia di Krzysztof Zanussi (1973)
- La cicatrice (Blizna), regia di Krzysztof Kieślowski (1976)
- Przesłuchanie, regia di Ryszard Bugajski (1989)

## Premi e riconoscimenti
- Premio Oscar
  - 1992 – Candidatura alla migliore sceneggiatura non originale per Europa Europa
- Festival di Berlino
  - 1981 – In concorso per l'Orso d'oro con La febbre
  - 2017 – Premio Alfred Bauer per Pokot
  - 2017 – In concorso per l'Orso d'oro con Pokot
  - 2019 – In concorso per l'Orso d'oro con L'ombra di Stalin
- Mostra del cinema di Venezia
  - 1992 – In concorso per il Leone d'oro con Olivier, Olivier
  - 2002 – In concorso per il Leone d'oro con Julie Walking Home
  - 2023 – In concorso per il Leone d'oro con Green Border
- Independent Spirit Awards
  - 1988 – Candidatura alla miglior sceneggiatura per Anna
- European Film Awards
  - 2020 – Candidatura alla miglior regista per Charlatan - Il potere dell'erborista
- Festival internazionale del cinema di Mar del Plata
  - 1999 – In concorso per l'Astor d'oro con Il terzo miracolo
  - 2011 – In concorso per l'Astor d'oro con In Darkness
- Festival internazionale del cinema di San Sebastián
  - 1995 – In concorso per la Concha de oro con Poeti dall'inferno
  - 2006 – In concorso per la Concha de oro con Io e Beethoven
- Festival internazionale del cinema di Valladolid
  - 1980 – In concorso per la Espiga de oro con Attori di provincia
  - 1992 – In concorso per la Espiga de oro con Olivier, Olivier
  - 2011 – Miglior regista per In Darkness
  - 2011 – In concorso per la Espiga de oro con In Darkness
  - 2017 – In concorso per la Espiga de oro con Pokot